# 三原市峰
三原市峰（英語：Miharashi Peak），是南極洲的山峰，位於毛德皇后地的哈拉爾王子海岸，處於東翁古爾島東北端，海拔高度40米，根據日本探險隊的測量和拍攝的空中照片繪入地圖，現時由南極條約體系管理。

## 外部連結
- . . United States Geological Survey.   [2013-09-24].
- 本条目引用的公有领域材料来自美国地质调查局的文档《三原市峰》 （資料來自地名信息系统）。

69°0′S 39°37′E / 69.000°S 39.617°E